# 엔호
엔호(延宝, えんほう)는 일본의 연호(元号) 중 하나이다.
- 전후 : 간분(寛文) 이후 - 덴나(天和) 이전.
- 시기 : 1673년 ~ 1681년
- 천황 : 레이겐 천황
- 쇼군 : 에도 막부의 도쿠가와 이에쓰나, 쓰나요시

## 개원(改元)
- 간분 13년 9월 21일(1673년 10월 30일), 교토 대화재 등 재난을 이유로 개원.
- 엔포 9년 9월 29일(1681년 11월 9일), 덴나로 개원된다.

## 출전
『수서・음악지』의 「分四序、綴、三光、延宝祚、渺無疆」.

## 서력과의 대조표
| 엔포 | 원년   | 2년    | 3년    | 4년    | 5년    | 6년    | 7년    | 8년    | 9년    |
| ---- | ------ | ------ | ------ | ------ | ------ | ------ | ------ | ------ | ------ |
| 서력 | 1673년 | 1674년 | 1675년 | 1676년 | 1677년 | 1678년 | 1679년 | 1680년 | 1681년 |
| 간지 | 계축   | 갑인   | 을묘   | 병진   | 정사   | 무오   | 기미   | 경신   | 신유   |

## 같이 보기
- 일본의 연호 일람

| 이전 간분 | 일본의 연호 1673년 ~ 1681년 | 다음 덴나 |